# Julie Page
Julie Page (21 de abril de 1983) é uma basquetebolista profissional britânica.

## Carreira
Julie Page integrou a Seleção Britânica de Basquetebol Feminino, em Londres 2012, que terminou na décima-primeira colocação.